# Roodkraagkardinaal
De roodkraagkardinaal (Periporphyrus celaeno  synoniem: Rhodothraupis celaeno) is een zangvogel uit de familie Cardinalidae (kardinaalachtigen).

## Verspreiding en leefgebied
Deze soort is endemisch in oostelijk Mexico, met name van Nuevo León tot noordelijk Veracruz en noordoostelijk Puebla.